# Hyperlexie
Der Begriff Hyperlexie bezeichnet eine Lesefähigkeit, die im Vergleich zum Text- und Sprachverständnis sowie dem allgemeinen Intelligenzniveau ungewöhnlich stark ist. Hyperlexie ist nicht eindeutig definiert und stellt auch keine Diagnose dar. Typisch für hyperlektische Personen ist das Erlernen des Lesens früh in der Kindheit ohne explizite Anleitung und ein starkes Interesse an Lesematerial, ohne dass der Sinn der gelesenen Wörter und Sätze erfasst wird. Häufig geht Hyperlexie mit einer Autismus-Spektrum-Störung einher.
Trotz ihrer bemerkenswerten Fähigkeiten im expressiven Umgang mit Sprache (Sprachausdruck), der z. B. in Rückwärtslesen, ausgeprägtem Sprachgedächtnis, schneller Buchstaben- und Silbenzählung zum Ausdruck kommt, zeigen sich bei Kindern mit Hyperlexie oft große Schwierigkeiten mit rezeptiver Sprache (Sprachverständnis/inhaltliches Sprachgefühl): Sie erfassen häufig die Bedeutung der von ihnen gesprochenen oder gelesenen Wörter und Sätze nicht und haben daher oft Schwierigkeiten im üblichen sozialen Umgang mit anderen Menschen.
Insbesondere Lehrer und Eltern neigen dazu, Kinder mit Hyperlexie kognitiv zu überfordern, weil von ihnen aufgrund ihrer besonderen Begabung häufig auch in anderen Entwicklungsbereichen höhere Fähigkeiten erwartet werden als eigentlich vorhanden sind.